# نيشر
نيشر (بالعبرية "נשר" أي نسر) طائرة مقاتلة متعددة الأدوار من صناعة شركة صناعات الفضاء الإسرائيلية، وهى نسخة مطورة من الطائرة الفرنسية ميراج 5. قد بيعت مؤخرا إلى سلاح الجو الأرجنتينى باسم داجرز (بالإنجليزية:"Daggers")، ومن ثم طورت إلى فنجرز (بالإنجليزية:"Fingers").

## التصميم والتطوير
طورت داسو للطيران ميراج 5 بناء على طلب من إسرائيل، والتي كانت المستهلك الرئيسى لطائرة ميراج الثالثة. سلاح الجو الإسرائيلي طلبها أن تكون ذات قدرة أقل في الملاحة في جميع الأحوال الجوية وأن تزداد قدرتها على حمل الذخائر، وذلك لأن الأحوال الجوية صافية غالبا في الشرق الأوسط.
كانت الحكومة الفرنسية قد حظرت بيع أول 30 طائرة ميراج 5 والتي دفت إسرائيل ثمنها كاملًا بالإضافة إلى 20 أخرى اختيارية ومنعت الدعم الفنى لطائرات ميراج الثالثة التي سبق بيعها إلى إسرائيل وذلك قبل وبعد حرب الأيام الستة. رسميا صنعت إسرائيل الطائرة ميراج 5 بعد استيلائها على التصميمات الكاملة لكيفية تصنيعها. زعمت بعد المصادر أن إسرائيل استلمت 50 طائرة ميراج 5 من سلاح الجو الفرنسى في صناديق مفككة.
إن نيشر مطابقة لميراج 5 في كل شيء باستثناء استخدام إسرائيل بعض التحديثات الإلكترونية الإسرائيلية وهى كالتالى:
- المقعد القاذف مارتن بيكير صفر-صفر (Martin-Baker zero-zero ejector seat).
- مجموعة متنوعة من صواريخ جو-جو إيه إيه إم (AAM).
- صاروخ شافرير متتبع الحرارة الإسرائيلى (Shafrir).
- محرك جينيرال إليكتريك جا تسعة وسبعون (صناعة إسرائيلية)، ذلك المحرك مستخدم في المقاتلة الأمريكية إف 104 (مقاتلة النجوم Star Fighter)، وأيضا إف 4 (فانتوم الثانية Phantom II).

## تاريخ خدمتها
- النموذج التجريبى الأول من نيشر طار في ستمبر 1969.
- تسلم سلاح الجو الإسرائيلى المنتج من الطائرة المقاتلة نيشر في بداية ماية 1971 حتى نهاية فبراير 1974.
- شاركت في حرب أكتوبر وكانت السبب في استشهاد أكثر من مائة ضحية، ويقدر أن سلاح الجو الإسرائيلى فقد 15 قطعة منها أو أكثر في معارك حرب أكتوبر.[3]

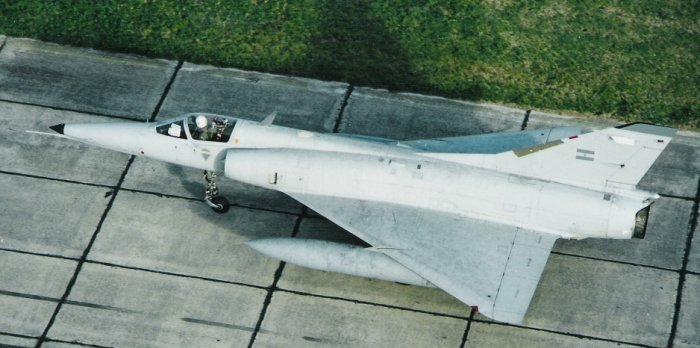
الطائرة المقاتلة نيشر.

- الطائرات التي نجت من حرب أكتوبر تم إصلاحها وبيعها إلى الأرجنتين على دفعتين كالتالى:
  - 26 طائرة في عام 1978.
  - 13 طائرة في عام 1980.

تحت اسم «داجر» والتي انقسمت إلى نوعان هما:
- 35 طائرة من نوع «داجر إيه (Dagger A)» ذات المقعد الواحد.
- 4 طائرات من نوع «داجر بي (Dagger B)» ذات المقعدين للمتدربين.

و قد شكلت تلك الطائرات المعاد تجديدها الفرقة الجوية السادسة في سلاح الجو الأرجنتينى، والتي أسند لها على الفور مساعدة الفرقة الجوية الثامنة والقوات الجوية البيرويه خلال الأزمة مع دولة شيلى في تلك السنة.
- شاركت تحت قيادة سلاح الجو الأرجنتينى في حرب جزر الفوكلاند ضد بريطانيا.[4]، وقد سقط 11 طائرة أثناء القتال كالتالى:
  - 9 طائرات بسبب صاواريخ سايدويندر التي أطلقت من طائرات هاريار التابعة القوات البحرية الملكية البريطانية.
  - طائرتان بسسب صواريخ دفاع جوى أرضي.[5]

## طرازات
- نيشر إس (Nesher S) : طراز مطور لسلاح الجو الإسرائيلى ذو المقعد الواحد مخصص للهجوم على الأهداف الأرضية.
- نيشر تى (Nesher T) : طراز مطور لسلاح الجو الإسرائيلى ذو المقعدان مخخص للتدريب.
- داجر إيه (Dagger A) : معاد تجديدها لصالح سلاح الجو الأرجنتينى ذات المقعد الواحد.
- داجر بى (Dagger B) : معاد تجديدها لصالح سلاح الجو الأرجنتينى ذات المقعدين ومخصصة للتدريب.

## المستخدمون
الأرجنتين
- سلاح الجو الأرجنتيني

 إسرائيل
- سلاح الجو الإسرائيلى

## المواصفات

### الصفات العامة[6]
- الطول: 15.56 متر.
- المسافة بين الجناحين: 8.22متر.
- الارتفاع: 5.40 متر.
- مساحة الأجنحة: 34.80 متر².
- الوزن فارغة: 6,600 كغم.
- أقصى وزن محملة: 13,700 كغم.
- المحرك: محرك من نوع (SNECMA Atar C turbojet).

### الأداء
- أقصى ارتفاع: 16,994 متر.
- الحمل على الأجنحة: 393.68 كغم/متر².
- النسبة دفع-وزن: 0.45

### التسليح
- مدفعان 30mm.
- 4000 كغم external ordinance.